# Daoguang

L'emperador Daoguang   (Ciutat Prohibida, 16 de setembre de 1782 - Antic Palau d'Estiu, 25 de febrer de 1850), xinès: 道光帝, pinyin Dàoguāng Dìfou el vuitè emperador de la dinastia Qing, el sisè Qing que governà Xina i el primer a patir la humiliació d'Occident que va culminar amb el Tractat de Nanjing de 1842, com a resultat de la Primera Guerra de l'Opi. Va governar del 3 d'octubre de 1820 al 25 de febrer de 1850.

## Nom

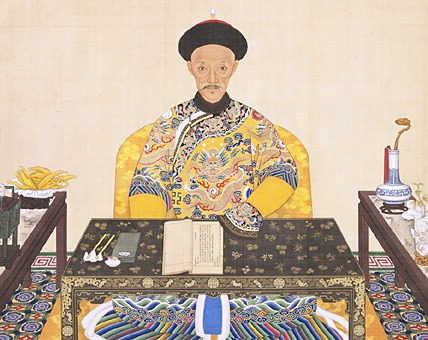
Emperador Daoguang

El seu nom de naixement va ser Mianning (绵寧), que posteriorment van canviar per Minning (旻寧) i el seu cognom manxú, Aisin Giorro. Abans de ser emperador ostentava el títol de Princep de la Sang i del Primer Nivell o Grau. Com a emperador va rebre el nom de Daoguang i el de Xuanzong com a nom pòstum o de temple.

## Formació i personalitat
Va ser educat en els valors confucianistes i del seu avi, l'emperador Qianlong, va aprendre l'art de la caça. De jove va distingir-se en les accions contra els rebels de la secta "Lotus Blanc" (bailianjiao) que s'havien infiltrat a la Ciutat Prohibida de Pequín, actuació que el va ajudar a assolir la successió del seu pare i ser nomenat emperador.
S'ha generat una certa controvèrsia sobre la seva personalitat. Alguns historiadors l'han definit com un home amb poc caràcter, indecís, avar, no gaire intel·ligent i amb poc carisma, certes biografies el defineixen com "un home amb bones intencions però ineficaç", i altres destaquen la seva tendència a analitzar en detall els problemes i discutir-ho amb els seus assessors i consultors, tot plegat en un marc general on s'entén que els darrers emperadors de la dinastia Qing van ser ineptes i corruptes, i que durant el regnat del pare de Daoguang, l'emperador Jiaqing ja va començar el declivi de la dinastia.

### Primers anys de regnat
Va pujar al tron quan tenia 38 anys, després de la mort sobtada del seu pare. El país a l'inici del seu regnat estava davant d'una forta crisi; a nivell intern amb un govern corrupte, un exèrcit ineficaç, la tresoreria estatal sense recursos, un fort creixement demogràfic i molt especialment el problema del consum d'opi; a nivell territorial diversos conflictes, com la secessió dels musulmans de Xinjiang (1825) sota la direcció dels turc Jehagir Khwadja, la pèrdua de les ciutats de Kashar, Yarkand i Yangihissar (1826) en mans dels rebels, sublevacions a les regions de Hunan i Guangxi (1832-33) i la rebel·lió dels Yao a Guizhou (1833) i tot plegat agreujat per importants problemes climatològics, especialment per les constants inundacions del riu Groc (anys 1822, 1831-32, 1839-42), que van generar molts problemes tant de caràcter polític com de gestió, tècnics i financers.
Malgrat aquesta situació Daoguang va afrontar els primers anys amb molt d'entusiasme, aplicant mesures i reformes de progrés en el camp polític i social (lluita contra el consum d'opi) contra la corrupció, la potenciació de les obres públiques i les infraestructures, com les obres del Gran Canal. L'any 1839, els comerciants britànics van ser expulsats de la Xina, i en tornar a Londres presentaren una queixa formal davant del govern britànic. Aquest decidí atacar a la Xina amb la seva flota per obligar-la a comprar l'opi cultivat a l'Índia britànica, donant pas a la primera Guerra de l'Opi. Les tropes xineses no van poder fer front a l'exèrcit britànic, que ocupà Hong Kong el gener de 1841 i van acabar rendint-se l'any 1842 després de perdre Xangai. Amb el Tractat de Nanjing, l'emperador Daoguang va haver de fer nombroses concessions, entre d'altres, el territori de Hong Kong, cedit als britànics per 100 anys, i es van establir termes comercials similars pel tractat de Whampoa amb França i el tractat de Wanghia amb els Estats Units.
A nivell cultural, entre altres iniciatives, va ordenar la revisió del Diccionari Kangxi, redactat l'any 1710 amb un total de 47.035 caràcters xinesos, però a causa de la rapidesa amb què es va confeccionar contenia moltes errades; la revisió de Daoguang del 1831 va corregir un total de 2.588 errades.

## Darrers anys
Va morir de malaltia a 69 anys a l'antic Palau d'Estiu a Pequín. Està enterrat al Mausoleu de Muling, que forma part del conjunt de les tombes Qing de l'Oest, a 120 km al sud-oest de Pequín (Yxia a la província de Hebei) junt amb les emperadrius Xiao Mu Cheng i Xiao Wuan Cheng, i amb el títol pòstum o de temple, Xuanzong. El va succeir el seu quart fill Yichu, amb el nom d'emperador Xianfeng.

## Fets més significatius durant el regnat de Daoguang
| ANY     | ESDEVENIMENT |
| ------- | --- |
| 1820    | Inici del regnat de Daoguang després de la mort del seu pare l'emperador Jianqing |
| 1825    | Secessió dels musulmans de Xinjiang |
| 1831    | Revisió del Diccionari Kangxi. Publicació d'edictes en contra del comerç i consum d'opi |
| 1832    | Tropes Qing derrotades pels rebels de Guandong a causa de la seva addicció a l'opi |
| 1832-33 | Sublevacions i rebel·lions a diverses zones (Hunan, Guangxi, Guizhou) |
| 1834    | El negociador anglès Lord Nieper mor al Sud de la Xina mentre dialogava amb les autoritats xineses a Canton |
| 1838    | Lin Zexu nomenat comissionat per l'emperador és enviat a Canton per eliminar el comerç i el contraban d'opi |
| 1839    | Inici de la Primera Guerra de l'Opi |
| 1840    | Arriba a la Xina la flota britànica |
| 1841    | Xina cedeix Hong Kong als britànics |
| 1842    | Tractat de Nanjing com a final de la guerra de l'opi. |
| 1843    | La Xina supera els 400 milions d'habitants. Liberalització de les activitats dels missioners catòlics, i primers drets d'extraterritorialitat a favor dels estrangers Tractat de Bogue. Hong Xiuquan funda la secta heterodoxa cristiana "societat d'Adoració de Deu", inici de la Rebel·lió dels Taiping. |
| 1844    | Tractats amb els Estats Units i França |
| 1845    | Hong Xiuquan capta adeptes pel seu moviment a la zona de Guangxi. |
| 1846    | El cens de la Xina ja és de 421 milions d'habitants |
| 1848    | Recessió econòmica amb una important davallada dels ingressos estatals |
| 1849    | El Gran Canal totalment infranquejable genera problemes pel transport del gra del sud al nord |
| 1850    | Mor l'emperador Daoguang. Inici de la Rebel·lió dels Taiping |

## Família

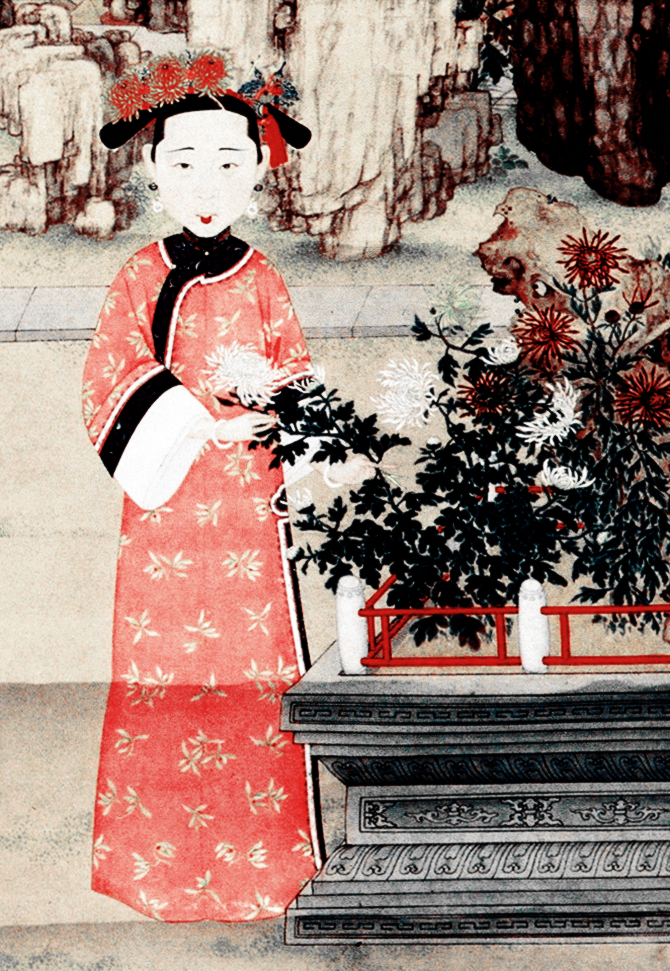
Consort Xiang una de les 20 dones de Daoguang

Segon fill de Yongyan (永琰) que va ser emperador amb el nom de Jiajing, i de Hitara, principal esposa de Yongyan, posteriorment emperadriu amb el nom de Xiaoshurui (孝淑睿). Daoguang va tenir 20 dones, 9 fills (el quart el va succeir com a emperador Xianfeng) i 10 filles.

### Consorts
1. Emperadriu Xiao Mu Cheng (孝穆成皇后) (? - 1808)
2. Emperadriu Xiao Shen Cheng (孝慎成皇后) (? - 1833)
3. Emperadriu Xiao Quan Cheng (孝全成皇后) (1808 - 1840)
4. Emperadriu Xiao Jing Cheng (孝静成皇后) (1812 - 1855)
5. Consort Imperial Zhuang Shun (庄顺皇贵妃) (? - 1866)
6. Honorable Consort Tun (彤贵妃) (? - 1877)
7. Consort He (和妃) (? - 1836)
8. Consort Xiang (祥妃) (? - 1861)
9. Noble Consort Jia (佳贵妃) (? - 1890)
10. Noble Consort Cheng (成贵妃) (? - 1888)
11. Consort Chang (常妃) (? - 1860)
12. Concubina Imperial Zhen (珍嫔) (?)
13. Concubina Imperial Tian (恬嫔) (?-1845)
14. Concubina Imperial Yu (豫嫔) (1816–1898)
15. Concubina Imperial Shun (順嬪) (?-1868)
16. Concubina Imperial Heng (恆嬪) (?-1876)
17. Noble Dama Ping (平贵人)(?-1823)
18. Noble Dama Ting (定贵人)(?-1842)
19. Noble Dama Li (李贵人)(?-1872)
20. Noble Dama Na (那贵人)(?-1865)

### Fills
1. Yiwei (奕緯) (16 de maig de 1808 - 23 de maig de 1831), fill de He
2. Yikang (奕綱) (22 de novembre de 1826 - 5 de març de 1827), fill de Xiao Jing Cheng
3. Yichi (奕繼) (2 de desembre de 1829 - 22 de gener de 1830), fill de Xiao Jing Cheng
4. Yichu (1831 - 1861), fill de Xiao Quan Cheng. Futur emperador amb el nom de Xianfeng
5. Yicong (23 de juliol de 1831- 18 de febrer de 1889), fill de Xiang
6. Yixin (11 de gener de 1833 - 29 de maig de 1898), fill de Xiao Jing Cheng.
7. Yixuan, (16 d'octubre de 1840 - 1 de gener de 1891)
8. Yiho (奕詥) (21 de febrer de 1844 - 17 de desembre de 1868), fill de Zhuangshun.
9. Yihui (奕譓) (1845 - 1877) fill de Zhuangshun.

### Filles
1. Duanmin (端悯固伦公主) (1813 - 1819), filla de Xiaozhen Cheng.
2. (1825) filla de Xiang Fei.
3. Duanshun (端顺固伦公主) (1825 - 1835), filla de Xiaoquan Cheng.
4. Shou-An (寿安固伦公主) (1826- 1860), filla de Xiaoquan Cheng.
5. Shou? (寿臧和硕公主) (1829 - 1856), filla de Xiang Fei.
6. Shou-Yen (寿恩固伦公主) (1830 - 1859), filla de Xiaojing Cheng.
7. (1840 - 1844), filla de Tun Kuai Fei.
8. Shou-Xi (寿禧和硕公主) (1841- 1866), filla de Tun Kuai Fei.
9. Shou-Zhuang (寿庄固伦公主) (1842 - 1884), filla de Zhuangshun Huang Kuai Fei.
10. (1844 - 1845), filla de Tun Kuai Fei.

## La Xina delseglexix
Per entendre la situació i actuació del govern durant el regnat de Daoguang, cal tenir en compte alguns aspectes generals de la Xina del segle xix[12]

### El marc socio-polític
1. Auto-suficiencia agrícola i financera
2. Baix nivell tecnològic
3. Sistema polític centralitzat en la figura de l'emperador
4. No separació de poders
5. Important control sobre els poders locals
6. Estructura familiar fortament cohesionada
7. Forta influència del Confucianisme i del Taoisme
8. Control social sota els principis del Baojia o del Lijia
9. Política comercial exterior restrictiva
10. Corrupció generalitzada en els estaments governamentals
11. Poc coneixement general de les potències occidentals (cultura, llengües, costums, lleis, etc.)
12. Actitud de menyspreu de les capacitats occidentals (tecnològiques, militars, etc.)
13. Mentalitat sino-cèntrica

### Estructura social
A mitjan segle xix la societat xinesa era marcadament de caràcter rural, amb dos grans grups socials: el pagesos (la majoria no propietaris) que representaven el 80% de la població i els aristòcrates o lletrats, la majoria funcionaris, que ocupen un estatus social que no es basa en criteris econòmics, sinó com a resultat dels seus coneixements acadèmics, que han demostrat en un complex procés d'exàmens.
Altres grups importants són els comerciants, els artesans, els venedors, els transportistes, els obrers i els clergues.
La societat Qing està marcada per una forta jerarquia on la unitat social era la família, amb un estil de vida marcat per una forta presència dels principis confucianistes.

### Religió
Les tres corrents religioses, confucianisme, budisme i taoisme coexistien sense barreres estanques, però el cristianisme ja des d'abans de Daoguang va tenir problemes. El 1811 el Gran Codi Qing va incorporar la pena de mort pels europeus que fessin divulgació del cristianisme, i els missioners tant catòlics com protestants van ser expulsats o extrangulats.

### La percepció dels xinesos sobre Occident
Durant el regnat de Daoguang el govern xinès va fer importants progressos en el coneixement dels occidentals, especialment dels britànics, estudiant-ne els aspectes polítics, socials, culturals, industrials, financers, etc. i d'alguna forma es va anar modificant la visió que tenien els Qing dels occidentals, com a "bàrbars" i "incivilitzats".

### Organització administrativa i política
Malgrat que la dinastia Qing és d'origen manxú (considerada com estrangera per no ser de l'ètnia han) els diferents governs Qing van mantenir les estructures i les institucions polítiques que havien establert els governants Han, amb una organització centralitzada, amb nivells jeràrquics molt definits i diferenciació clara entre govern central i governs locals, amb un esquema bàsic dels tipus següent:
| Govern central                      | Governs locals                                                                  |
| ----------------------------------- | ------------------------------------------------------------------------------- |
| Emperador                           | Governador provincial                                                           |
| Oficials principals                 | Comissionats reials, especialitzats per àrees o temes                           |
| Oficials coordinadors               | Intendents i prefectes                                                          |
| Departaments i ministeris imperials | Magistrats de districte, encarregats de l'ordre públic i de cobrar els impostos |

Cal destacar que l'ètnia minoritària que governava (manxús) ho feien sobre una població que majoritàriament (94%) pertanyia a l'ètnia han.

### Creixement demogràfic i depressió econòmica
El creixement demogràfic a la Xina de principis del segle xix va ser molt important, més de 100 milions entre 1802 i 1834, arribant a més de 400 milions a finals del regnat de Daoguang, però amb una productivitat molt baixa i lligada bàsicament al sector agrari, amb una superfície cultivada de 1.210 milions de mu, l'any 1850.
Geogràficament amb dades de 1843, l'imperi estava organitzat en deu grans regions, on destaca la població de la Xina del Nord amb la capital de l'imperi Pequín: 
| REGIÓ                | Superfície en km² | POBLACIÓ en milions | DENSITAT persones/km² |
| -------------------- | ----------------- | ------------------- | --------------------- |
| Nord de la Xina      | 746.740           | 112                 | 150                   |
| Baix riu Blau        | 192.740           | 67                  | 348                   |
| Mitjà riu Blau       | 699.700           | 84                  | 120                   |
| Costa sud-est        | 190.710           | 26                  | 136                   |
| Lingnan              | 424.900           | 29                  | 68                    |
| Nord-oest de la Xina | 771.300           | 29                  | 38                    |
| Alt riu Blau         | 423.950           | 47                  | 111                   |
| Sud-oest de la Xina  | 470.570           | 11                  | 23                    |
| Manxúria             | 1.230.000         | 3                   | 2                     |
| Taiwan               | 36.000            | 1                   | 28                    |
| TOTAL                | 5.186.340         | 409                 | 79                    |

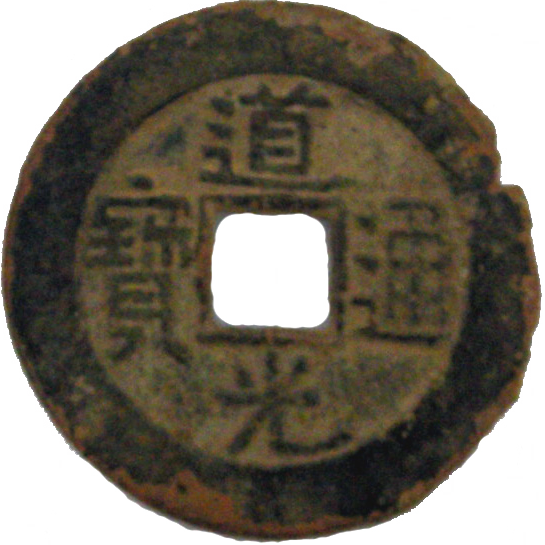
Moneda de coure utilitzada en l'època de Daoguang

L'important desequilibri de la balança comercial exterior provocat per les importacions d'opi no podia ser compensat per les exportacions (amb un volum de 3.750.700 tones entre 1828 i 1833) de productes xinesos com el té, la seda, la porcellana i les teles de cotó. Com a conseqüència del comerç d'opi només en un any (1820) dos milions de liang van sortir de la Xina, la majoria a les mans dels comerciants britànics, quantitat que l'any 1833 va arribar a 10 milions.
També va ajudar a la degradació econòmica la utilització de la plata com a mitjà de pagament, en un mercat internacional on els xinesos havien de competir amb països que utilitzaven l'or com a patró i moneda de canvi. El conjunt d'aquests factors va produir una pujada de preus amb el corresponent empobriment de la població, amb el greuge afegit que els impostos els pagaven en monedes de coure però sobre la base del patró plata, amb la consegüent inflació; si l'any 1820, 1 liang valia 1.000 peces de coure, l'any 1827 ja calia pagar-ne 1.300.

## La problemàtica de l'opi
Malgrat la quantitat de problemes del regnat de Daoguang, sens dubte el més important i de més transcendència històrica és el relacionat amb l'opi, tant el consum (generava problemes de salut pública) com el comerç (generador de problemes econòmics) situació que ja havia començat durant el regnat del seu pare i del seu avi.
De fet l'opi ja era conegut a la Xina des de l'època de la dinastia Tang (618-907), introduït pels àrabs, i utilitzat per diversos usos medicinals (contra la disenteria, còlera, mal de cap, febre, insolació, tos, asma, vòmits i diàrrea) i també per alleugerir el patiment dels que passaven gana.
Durant la dinastia Ming (1368-1644), l'opi d'alguna forma va passar de ser només un medicament (yao) a ser també un afrodísiac (chun yao), i s'administrava per diferents vies o mètodes (pols, xarop, píndoles o barrejat amb determinats aliments i begudes). En funció del volum comercial que generava, l'any 1589 ja va ser considerat com una mercaderia susceptible de ser gravada amb impostos. El costum de fumar opi també es va veure afavorit per la prohibició de fumar tabac que va imposar el darrer govern dels Ming (1637), fet que va ajudar a l'increment de l'ús de l'opi barrejat amb el tabac fins que l'opi el va substituir.

### El consum d'opi a la Xina
Durant el govern de Daoguang el consum d'opi va multiplicar-se per més de 15, amb una població addicta de més de 3 milions de persones l'any 1850, on cal incloure una part important de l'Administració, dels membres del govern, dels militars i del mateix emperador, que ja fumava des de jove. Aquest increment va fer que els anglesos cada cop més prescindissin dels intermediaris "legals" i passessin a vendre la droga de contraban als ports del nord de la Xina, aprofitant-se de la burocràcia i la corrupció dels funcionaris, i a més a més fer-se pagar amb lingots d'or per recuperar les divises utilitzades en la compra de té (consum que havia crescut molt a Anglaterra, que va passar de ser una moda entre les classes aristòcrates a ser un producte de consum diari a la majoria de llars). Les importacions eren canalitzades inicialment per la Companyia Britànica de les Índies Orientals en règim de monopoli, però a partir de 1830 l'empresa en perd l'exclusivitat.
Les quantitats d'opi lliurades a la Xina durant el regnat de Daoguang varien segons les fonts, però en qualsevol cas l'increment any a any és molt important, segons el detall següent,
| ANY  | Importació CAIXES |
| ---- | ----------------- |
| 1820 | 4000              |
| 1821 | 5.000             |
| 1825 | 9.621             |
| 1828 | 18.000            |
| 1829 | 16.257            |
| 1830 | 19.956            |
| 1832 | 20.000            |
| 1836 | 30.000            |
| 1838 | 40.200            |
| 1839 | 40.000            |
| 1848 | 46.000            |
| 1850 | 68.000            |

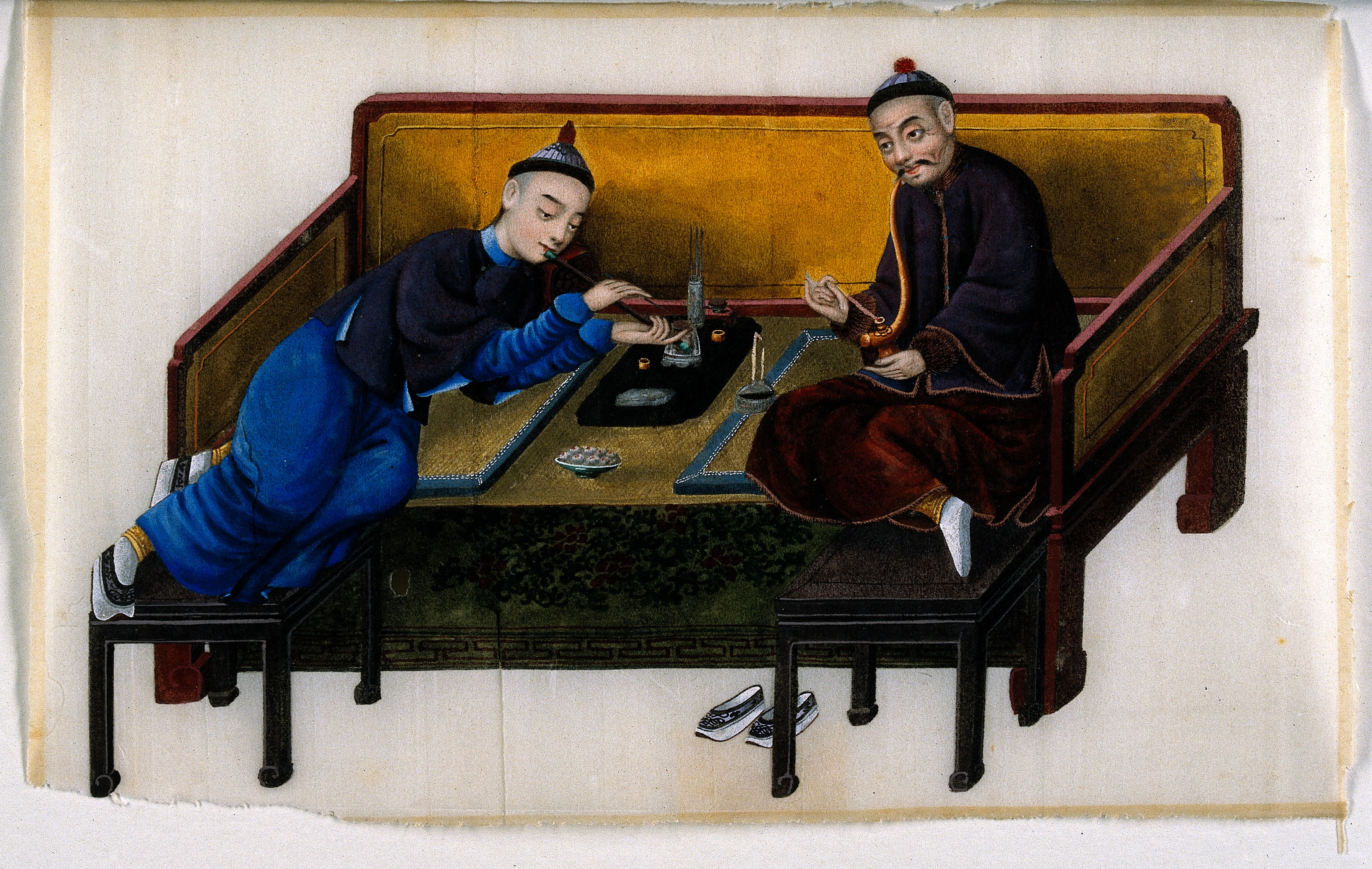
Fumadors d'opi. Segle XIX. Pintura sobre paper d'arròs.

A aquestes quantitats cal incorporar l'opi, que malgrat les prohibicions era cultivat a l'interior de la Xina, especialment a les regions de Sichuan, Guizhou i Yunnan, amb una superfície d'entre 30.000 i 40.000 mu.

### La legislació relacionada amb el consum i comerç d'opi

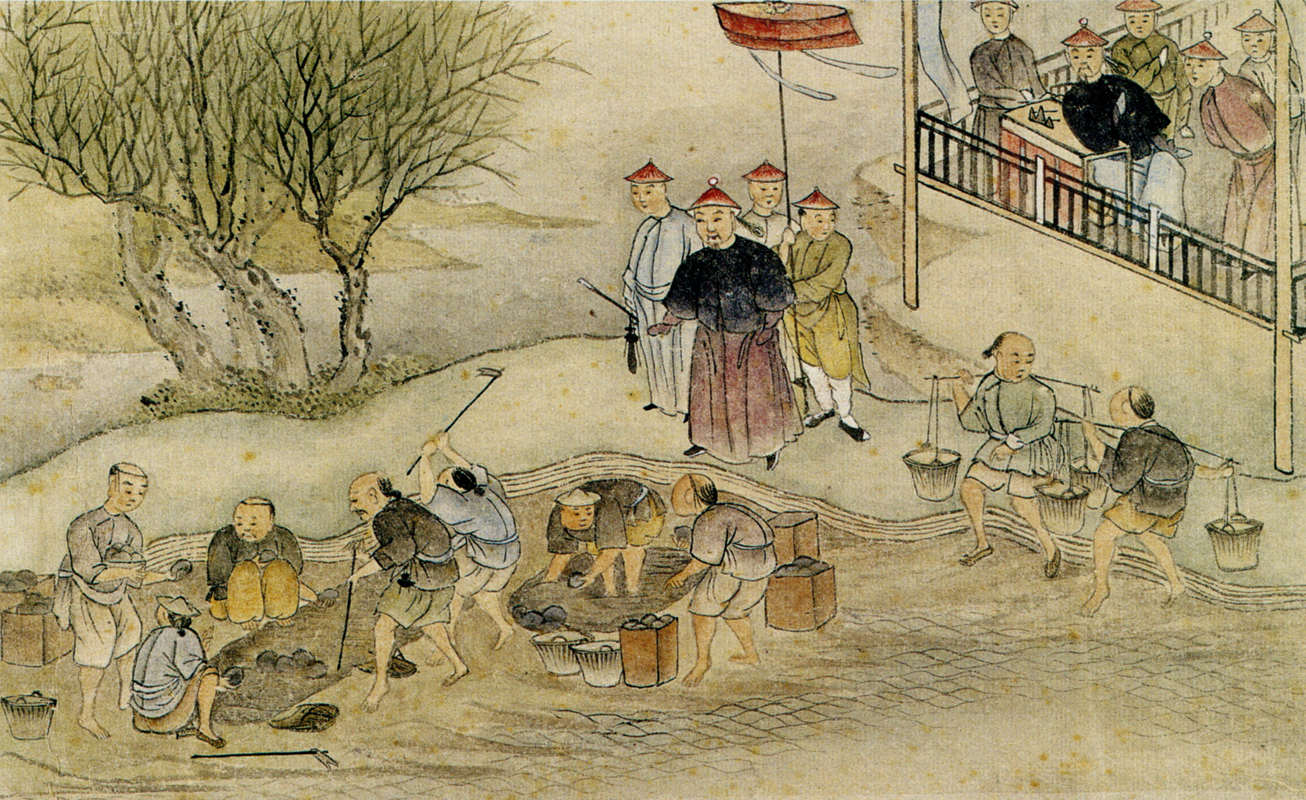
Procès de destrucció de l'opi

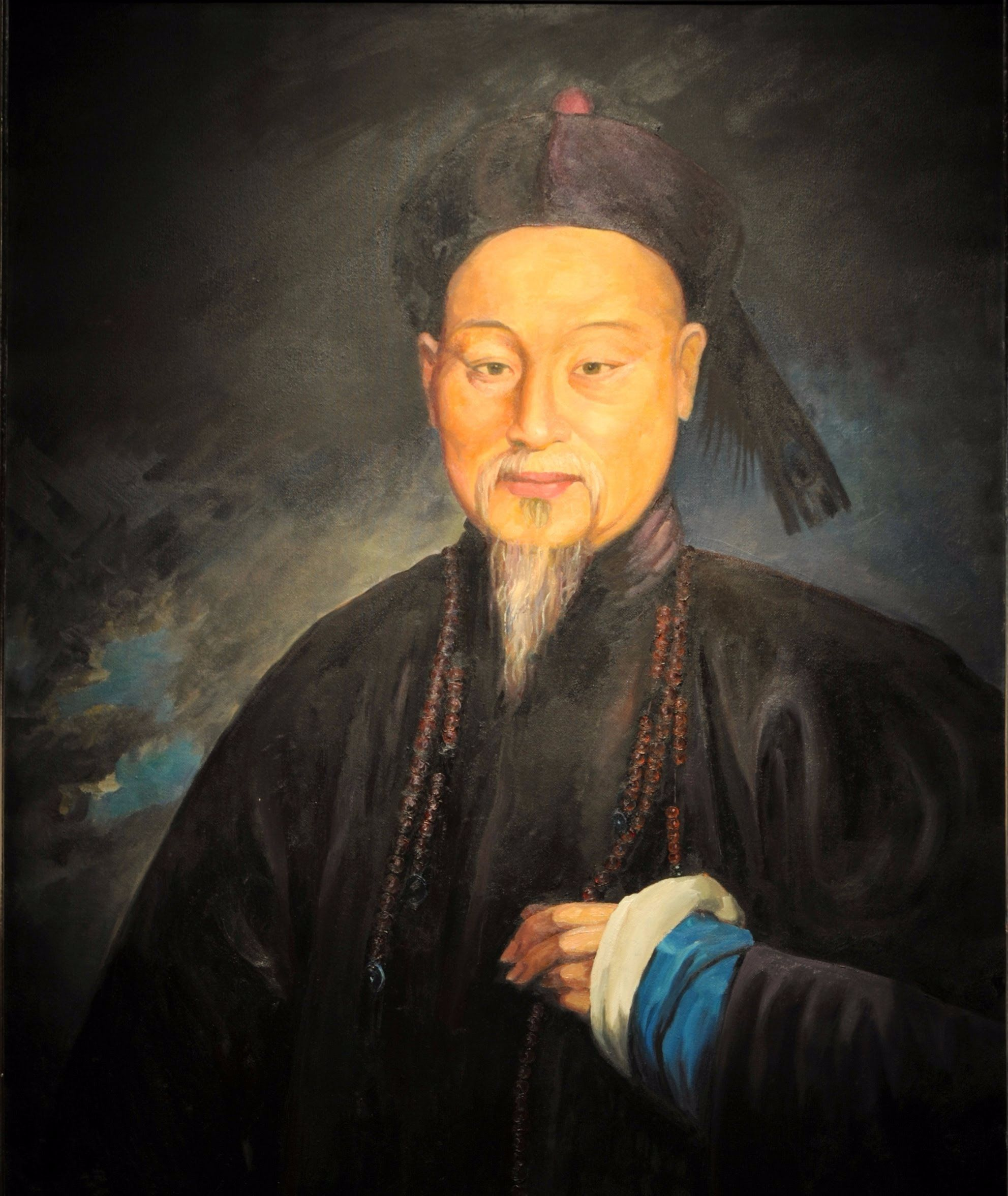
Comissionat Lin Zexu (1785-1851)

Tant el pare com l'avi de Daoguang, els emperadors Qianlong i Jiaqing ja van actuar amb accions legislatives relacionades amb el consum i comerç d'opi, però va ser durant el mandat de Daoguang quan es va desenvolupar una activitat legal i repressiva molt intensa.
| ANY  | EMPERADOR | EDICTE |
| ---- | --------- | --- |
| 1729 | Yongzheng | Publica el primer edicte on penalitza els distribuidors |
| 1735 | Qianlong  | Prohibeix el contraband |
| 1796 | Jiaqing   | Prohibeix la importació i el cultiu |
| 1813 | Jiaqing   | Decret per castigar els oficials, els soldats i els civils que fumin opi Edicte per prohibir el cultiu del cascall i l'extracció del suc per fer-ne opi |
| 1815 | Jiaqing   | Regulació de la prohibició |
| 1818 | Jiaqing   | Destaca la prohibició de comprar i fumar per part dels oficials i el càstig per aquells que no persegueixin de forma efectiva els contrabandistes |
| 1822 | Daoguang  | Prohibeix la importació a tots els ports del país |
| 1831 | Daoguang  | En un primer edicte especifica els següents ítems: 1. Plantar, distribuir i preparar opi, serà considerat el mateix delicte que fer-ne contraban. 2. Cada oficial corrupte serà culpable com si fos un contrabandista. 3. Les plantacions d'opi que siguin descobertes seran erradicades i les terres confiscades. 4. Els oficials hauran de tornar cada primavera a les seves localitats per investigar els delictes, i 5. Si el contraban no es erradicat els oficials seran castigats. El mateix any un altre edicte que prohibeix fumar, especificà els següents aspectes: 1. Comprar i fumar opi serà castigat amb cent cops de bastó 2. Els oficials que comprin o fumin seran castigats amb pèrdua de grau 3. Els eunucs que comprin o fumin seran exiliats com esclaus 4. Pares i familiars seran tractats com a responsables si llurs fills o familiars fumen opi |
| 1839 | Daoguang  | Any d'inici de la primera Guerra de l'Opi. L'Emperador edita una carta amb 39 regulacions sobre la prohibició de l'Opi, amb càstigs molt severs en relació al cultiu, la importació, manufactura, venda, ús, lloc on fumar, i fabricació d'estris per fumar, amb penes que poden arribar a l'estrangulació i a la decapitació |
| 1843 | Daoguang  | Declara la importància del compliment de la llei (però en uns moments on de fet el comerç ja era legal) |

### Primera Guerra de l'Opi
A l'època de Daoguang es va produir entre els membres de la cort un debat intel·ligent i rigorós sobre el tema de la prohibició de l'opi i de les seves conseqüències, amb tres tendències:
Els partidaris de la legalització (Ruan Yuan, Deng Tingzhen i Xu Naiji) moguts per raons econòmiques i comercials, volien promoure la legalització de la droga davant la impossibilitat de frenar-ne el contraban; en aquest sentit Naiji proposa que per disminuir la fuga de divises fora de la Xina i per incrementar els ingressos de l'Estat cal gravar el comerç amb taxes importants, potenciar l'intercanvi de mercaderies i no de diners, obligant els comerciants estrangers a comprar mercaderies xineses (te, seda, porcellana, cotó i altres) i com a màxim prohibir-ne el consum a lletrats, militars i funcionaris. Altres també volien fomentar el cultiu domèstic per reduir la depèndencia de les importacions.
Els partidaris de no fer cap mena de reglamentació creuen que cal esperar i que els contrabandistes deixarar d'actuar.
Els partidaris de la prohibició rigorosa (Huang Juezi i Lin Zexu) que es manifesten molt conscients de la problemàtica de la moral i salut pública, de l'erosió dels valors familiars que genera l'addicció, i també de la fuga de divises, i que per tant cal atacar directament els consumidors (fàcilment identificables) amb la pena de mort. A nivell més polític pensen que d'alguna forma l'opi representa el símbol de l'agressió d'Occident.
Daoguang nomena l'any 1838 Lin Zexu com Alt Comissari Imperial a Guangdong (Canton), -unic port on els xinesos permeten l'actuació dels occidentals- amb poders per posar fi a les importacions. El març de 1839 confisca tots el producte emmagatzemats als ports, destrueix 20.291 caixes (aproximadament unes 1.200 tones) i arresta 1.600 persones, i el juny confisca 20.000 caixes de les factories estrangeres, arresta comerciants i fa cremar opi per valor de 9 milions de dòlars, amb les corresponents pèrdues dels comerciants anglesos. En aquest marc de tensió, el mes de juliol es va produir l'incident de Kowlon, on un grup de mariners britànics i americans desembarquen a Cien-sha-tsui (Tsim sha Tsui) que acaba amb actes vandàlics i la mort d'un home. Amb el pretext que a la Xina no hi ha un sistema jurídic constituït amb validesa internacional, les autoritats britàniques opinen que els mariners només poden ser jutjats per jutges britànics i refusen de lliurar-los a les autoritats xineses.

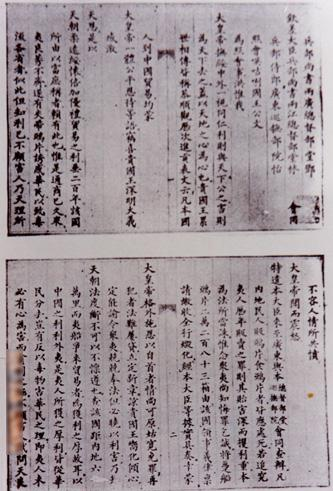
Carta del Comissari xinès Lin Zexu dirigida a la reina Victoria

Les tensions es van anar incrementant amb més incidents i en aquest punt del conflicte el comissari Lin Zexu el 15 de juny de 1840 lliura una carta al capità anglès Warner, dirigida a la reina Victoria, demanant-li que aturi el tràfic d'opi, però que no arribà a mans de la reina; Warner la va donar al diari The Times, que la va publicar. Com a resposta, el superintendent anglès a Canton, Charles Elliot, va ordenar el bloqueig de la badia amb una intervenció naval i va destruir més de 25 embarcacions xineses.

Bombardeig anglès contra embarcacions xineses

Mentrestant al Regne Unit, unes 300 societats comercials demanen al govern la intervenció de les autoritats xineses, i l'abril de 1840 la Cambra dels Comuns decideix la intervenció militar amb les forces que tenen a l'Índia, i que l'Armada britànica sota les ordres de l'almirall Georges Elliot sarpi cap a Canton, amb una expedició amb 16 vaixells de línia, 4 de vapor, 540 canons i més de 4.000 homes. L'objectiu a assolir és múltiple: obtenir una indemnització per l'opi confiscat, fer obrir els ports de Canton, Amoy, Fuzhuo, Ningbo i Xangai; controlar les desembocadures dels rius per paralitzar el comerç exterior xinès, i arribar a prop de la capital. Els combats importants van començar el mes de juliol de 1840, amb una forta intensificació el 1841.

### El Tractat de Nanjing
Com a resultat de la guerra, el tractat de Nanjing o Nanking, d'alguna forma va significar una humiliació de l'Imperi per part de les potències occidentals amb la imposició d'una sèrie de condicions pels xinesos:
1. Pagament de 21 millions de dòlars americans com a indemnització per les pèrdues dels britànics
2. Cessió de Hong Kong
3. Obertura de cinc ports (Canton, Shanghai, Amoy, Fuzhou, i Ningbo)[17] a les potències occidentals, i posar fi a la política xinesa d'un sol port obert als estrangers
4. Abolició del monopoli de Cohong
5. Rebaixa de les taxes de les operacions d'importació-exportació
6. Establiment de relacions mitjançant oficials del mateix rang